# ZNC
ZNC ist ein IRC-Bouncer, geschrieben in C++.

## Software
ZNC kann Clients, IRC-Server und auch einzelne Channels zusammenfassen. Mehrere Clients können sich – von verschiedenen Orten aus – simultan zu einem ZNC-Konto verbinden und somit unter demselben Nickname im IRC erscheinen. ZNC unterstützt SSL für sichere Verbindungen und kann mit IPv6-Adressen umgehen.
Das Hauptprogramm, welches bereits Mehrnutzerbetrieb unterstützt, unterstützt auch Channel-Playbackbuffers und transparent DCC bouncing und kann mit Modulen erweitert werden. Module können in Python, Perl, Tcl, oder C++ geschrieben werden.

## Module
Bereits verfügbare Module sind z. B. die Aufzeichnungsfunktion, die Blowfish-Verschlüsselung, das Nutzer und Channel-Management, die Abwesenheitsfunktion, eine Partyline etc.
Ein sehr populäres Modul trägt den Namen webadmin: es bietet einen Weg zum bequemen Verwalten von Nutzer und Channel über einen Webbrowser. ZNC unterstützt auch ident spoofing via oidentd.

## Geschichte
ZNC wird seit Juli 2004 entwickelt, es gilt als eine Alternative für psyBNC, welches andauernd abstürzte nach Meinungen der Entwickler. ZNC wird regelmäßig gewartet und auch neue Versionen werden von der Software entwickelt und veröffentlicht. ZNC hat über die Jahre bereits viele wohlwollende Rezensionen erhalten – ganz besonders im Vergleich zu psyBNC – und besitzt auch eine aktive Community im IRC.
Inmitten des Jahres 2009 stieg die Popularität von ZNC merklich unter iPhone-Nutzern an, nachdem Benachrichtigungsmodule für Colloquy und Growl veröffentlicht wurden.
Seit 2012 begannen IRC-Clients mit der Integration von ZNC, Besonderheit: Während man Channel-Buffer zu Clients sendet, gibt ZNC Clients einen Zeitstempel, wann jede Nachricht empfangen wurde (es nutzt dabei eine Protokoll-Erweiterung) und jeder Client zeigt diesen anstatt der Zeit, in der der Client zu ZNC verbindet, an.